# Афанасєво (Курська область)
Афанасєво (рос. Афанасьево) — село в Обоянському районі Курської області Російської Федерації.
Населення становить 672 особи. Входить до складу муніципального утворення Афанасівська сільрада.

## Історія
Населений пункт розташований на території українського етнічного та культурного краю Східна Слобожанщина.
Від 2004 року входить до складу муніципального утворення Афанасівська сільрада.

## Населення
| 2002 | 2010 |
| ---- | ---- |
| 739  | ↘672 |